# باشگاه فوتبال استقلال تهران در فصل ۹۰–۱۳۸۹
باشگاه فوتبال استقلال تهران در فصل ۹۰–۱۳۸۹ شصت و پنجمین سال فعالیت باشگاه فوتبال استقلال تهران در مسابقات فوتبال ایران و دهمین حضور متوالی این تیم در لیگ برتر فوتبال ایران بود. 
در این صفحه اطلاعاتی از تیم فوتبال استقلال در فصل ۹۰-۱۳۸۹ فوتبال ایران قرار دارد. باشگاه استقلال در این فصل در چهار جام؛ لیگ برتر دهم، جام حذفی ۸۹-۹۰ و لیگ قهرمانان آسیا ۲۰۱۱ شرکت کرد.

## اعضای باشگاه

### کادر فنی
| پست              | نام                     |
| ---------------- | ----------------------- |
| سرمربی           | پرویز مظلومی            |
| دستیار مربی      | بهتاش فریبا             |
| دستیار مربی      | محمود فکری              |
| مربی             | هانس یورگن گده          |
| مربی بدنسازی     | بهزاد نوشادی            |
| مربی دروازه‌بان‌ها | حسین تراب‌پور            |
| مدیر فنی         | منصور پورحیدری          |
| تدارکات          | مدد جباری / میثم علی‌پور |

| مدیر              | علی فتح‌الله‌زاده |
| مدیر آکادمی       | رضا رجبی        |
| مشاور فنی         | مرتضی محصص      |
| آنالیزور          | مهدی ارژنگ‌نیا   |
| پزشک باشگاه       | کاوه ستوده      |
| فیزیوتراپیست      | امین نوروزی     |
| روانشناس          | عباس منتظری     |
| مسئول روابط عمومی | محمد حیرانی     |

## بازیکنان

### بازیکنان اصلی
|  | کنار رفته به علت مصدومیت |  | فسخ قرارداد - بازنشسته |

| ۱       | وحید طالب‌لو        | ایران | دروازه‌بان                | ۴ مهر ۱۳۶۱ (۲۸ سال)       | (تیم جوانان)          |
| ۲۲      | محمد محمدی         | ایران | دروازه‌بان                | ۲۹ شهریور ۱۳۵۶ (۳۲ سال)   | پیکان                 |
| ۳۰      | مازیار شعبانی      | ایران | دروازه‌بان                | ۶ تیر ۱۳۷۰ (۱۹ سال)       | (تیم جوانان)          |
| ۴۰      | محمد ترکمان        | ایران | دروازه‌بان                | ۱۴ آبان ۱۳۶۹ (۱۹ سال)     | گسترش فولاد           |
| مدافعان |                    |       |                          |                           |                       |
| ۲       | امیرحسین صادقی     | ایران | مدافع وسط                | ۱۵ شهریور ۱۳۶۰ (۲۸ سال)   | (تیم جوانان) مس کرمان |
| ۳       | مهدی امیرآبادی     | ایران | دفاع راست، دفاع چپ       | ۳ اسفند ۱۳۵۷ (۳۱ سال)     | سایپای البرز          |
| ۴       | حنیف عمران‌زاده     | ایران | مدافع وسط                | ۱۰ اردیبهشت ۱۳۶۴ (۲۵ سال) | پاس همدان             |
| ۵       | بیژن کوشکی         | ایران | مدافع وسط                | ۳ تیر ۱۳۵۸ (۳۱ سال)       | پاس تهران             |
| ۶       | هادی شکوری         | ایران | مدافع وسط                | ۱۲ اردیبهشت ۱۳۶۱ (۲۸ سال) | ذوب‌آهن اصفهان         |
| ۱۶      | آندره لوئیز        | برزیل | دفاع راست، بال راست      | ۲۴ بهمن ۱۳۶۱ (۲۷ سال)     | پارانا                |
| ۲۹      | توحید غلامی        | ایران | مدافع وسط                | ۱ دی ۱۳۷۰ (۱۸ سال)        | (تیم جوانان)          |
| ۳۱      | جواد شیرزاد        | ایران | دفاع چپ                  | ۲۰ شهریور ۱۳۶۱ (۲۷ سال)   | فولاد خوزستان         |
| ۳۳      | پژمان منتظری       | ایران | مدافع وسط                | ۱۵ شهریور ۱۳۶۲ (۲۶ سال)   | فولاد خوزستان         |
| هافبک‌ها |                    |       |                          |                           |                       |
| ۸       | مجتبی جباری        | ایران | هافبک میانی، هافبک هجومی | ۲۶ خرداد ۱۳۶۲ (۲۷ سال)    | (تیم جوانان) ابومسلم  |
| ۱۱      | هوار ملا محمد      | عراق  | بال چپ، هافبک چپ         | ۱۱ خرداد ۱۳۶۰ (۲۹ سال)    | اربیل                 |
| ۱۳      | محسن یوسفی         | ایران | هافبک چپ                 | ۵ خرداد ۱۳۶۳ (۲۶ سال)     | صبای قم               |
| ۱۴      | کیانوش رحمتی       | ایران | هافبک دفاعی، هافبک میانی | ۲۷ شهریور ۱۳۵۷ (۳۱ سال)   | سایپای البرز          |
| ۱۵      | یعقوب کریمی        | ایران | هافبک                    | ۹ شهریور ۱۳۷۰ (۱۸ سال)    | (تیم جوانان)          |
| ۱۷      | فرزاد آشوبی        | ایران | هافبک دفاعی، هافبک میانی | ۱۴ خرداد ۱۳۵۹ (۳۰ سال)    | مس کرمان              |
| ۱۸      | مهرشاد مومنی       | ایران | هافبک                    | ۲۴ مرداد ۱۳۶۶ (۲۲ سال)    | پاس همدان             |
| ۲۰      | فلیپ آلوز دسوزا    | برزیل | هافبک دفاعی، هافبک میانی | ۵ فروردین ۱۳۶۱ (۲۸ سال)   | ملون بندر انزلی       |
| ۲۳      | امیدرضا روانخواه   | ایران | هافبک هجومی، هافبک میانی | ۲۴ فروردین ۱۳۶۷ (۲۲ سال)  | فجر سپاسی             |
| ۲۶      | فردین عابدینی      | ایران | هافبک راست               | ۲۷ آبان ۱۳۷۰ (۱۸ سال)     | (تیم جوانان)          |
| ۳۲      | ایمان مبعلی        | ایران | هافبک هجومی، هافبک میانی | ۱۲ آبان ۱۳۶۱ (۲۷ سال)     | النصر امارات          |
| مهاجمان |                    |       |                          |                           |                       |
| ۷       | فرهاد مجیدی        | ایران | مهاجم نوک                | ۱۳ خرداد ۱۳۵۶ (۳۳ سال)    | الاهلی امارات         |
| ۹       | آرش برهانی         | ایران | مهاجم نوک                | ۲۳ شهریور ۱۳۶۲ (۲۶ سال)   | پاس تهران             |
| ۱۰      | میلاد میداوودی     | ایران | بال راست، مهاجم نوک      | ۳۰ دی ۱۳۶۳ (۲۵ سال)       | استقلال اهواز         |
| ۱۱      | اندرسون دوس سانتوس | برزیل | مهاجم نوک                | ۲ فروردین ۱۳۶۲ (۲۷ سال)   | سئول                  |
| ۱۲      | سید مهدی سیدصالحی  | ایران | مهاجم نوک                | ۵ مرداد ۱۳۶۰ (۲۸ سال)     | پیکان                 |
| ۲۵      | مجتبی محبوب مجاز   | ایران | مهاجم نوک                | ۴ اردیبهشت ۱۳۷۰ (۱۹ سال)  | (تیم جوانان)          |
| ۳۷      | اسماعیل شریفات     | ایران | هافبک راست، بال راست     | ۱۶ خرداد ۱۳۶۷ (۲۲ سال)    | استقلال اهواز         |

### فهرست بازیکنان
Esteghlal F.C. Iran Pro League Squad 2010-11
| شماره |       | پست       | بازیکن            |
| ----- | ----- | --------- | ----------------- |
| ۱     | ایران | دروازه‌بان | وحید طالب‌لو       |
| ۲     | ایران | مدافع     | امیرحسین صادقی    |
| ۳     | ایران | مدافع     | مهدی امیرآبادی    |
| ۴     | ایران | مدافع     | حنیف عمران‌زاده    |
| ۵     | ایران | مدافع     | بیژن کوشکی        |
| ۶     | ایران | مدافع     | هادی شکوری        |
| ۷     | ایران | مهاجم     | فرهاد مجیدی       |
| ۸     | ایران | هافبک     | مجتبی جباری       |
| ۹     | ایران | مهاجم     | آرش برهانی        |
| ۱۰    | ایران | مهاجم     | میلاد میداوودی    |
| ۱۱    | عراق  | هافبک     | هوار ملا محمد     |
| ۱۲    | ایران | مهاجم     | سید مهدی سیدصالحی |
| ۱۳    | ایران | هافبک     | محسن یوسفی        |
| ۱۴    | ایران | هافبک     | کیانوش رحمتی      |
| ۱۵    | ایران | هافبک     | یعقوب کریمی       |
| ۱۶    | برزیل | مدافع     | آندره لوئیز       |

| شماره |       | پست       | بازیکن           |
| ----- | ----- | --------- | ---------------- |
| ۱۷    | ایران | هافبک     | فرزاد آشوبی      |
| ۱۹    | ایران | مهاجم     | علی صباحی        |
| ۲۰    | برزیل | هافبک     | فلیپ آلوز دسوزا  |
| ۲۲    | ایران | دروازه‌بان | محمد محمدی       |
| ۲۳    | ایران | هافبک     | امیدرضا روانخواه |
| ۲۵    | ایران | مهاجم     | مجتبی محبوب مجاز |
| ۲۶    | ایران | هافبک     | فردین عابدینی    |
| ۲۸    | ایران | مهاجم     | احسان پیرهادی    |
| ۲۹    | ایران | مدافع     | توحید غلامی      |
| ۳۰    | ایران | دروازه‌بان | مازیار شعبانی    |
| ۳۱    | ایران | مدافع     | جواد شیرزاد      |
| ۳۲    | ایران | هافبک     | ایمان مبعلی      |
| ۳۳    | ایران | مدافع     | پژمان منتظری     |
| ۳۷    | ایران | مهاجم     | اسماعیل شریفات   |
| ۴۰    | ایران | دروازه‌بان | محمد ترکمان      |

لازم به توضیح میباشد که در بازیهای لیگ قهرمانان ایمان مبعلی پیراهن شماره ۱۱ را به تن میکرد و هوار ملامحمد با پیراهن شماره ۳۲ به میدان میرفت.

## مرور فصل
پس از اینکه استقلال در فصل قبل با صمد مرفاوی به نتیجه خاصی نرسید مدیریت باشگاه هدایت تیم را به پرویز مظلومی سپرد. استقلال در لیگ برتر به عنوان دومی رسید و در جام حذفی در بازی نیمه‌نهایی مقابل تیم ملوان شکست خورد و از دور بازیها کنار رفت. در لیگ قهرمانان نیز در مکان سوم گروه قرار گرفت و به دور حذفی صعود نکرد.

## بازی دوستانه
| ۱۷ تیر ۱۳۸۹ دوستانه ۱ | پاسارگاد سرعین | ۰ – ۴ | استقلال                                          | نیر           |
| ۱۸:۰۰                 |                | فارس  | دسوزا ۴۰'، ۵۰' · برهانی '۵۲ · محبوب‌مجاز ۷۳'، ۸۹' | ورزشگاه: تختی |

| ۱۸ تیر ۱۳۸۹ دوستانه ۲ | دانشگاه آزاد اردبیل | ۰ – ۴ | استقلال                                                | نیر           |
| ۱۸:۰۰                 |                     | فارس  | برهانی ۹' · جباری ۳۲' · عمران‌زاده ۷۵'، ۸۸' · صادقی '۸۵ | ورزشگاه: تختی |

| ۲۱ تیر ۱۳۸۹ دوستانه ۳ | ذوب‌آهن اردبیل | ۵ – ۰ | استقلال                             | نیر           |
| ۱۸:۰۰                 |               | گزارش | جباری · برهانی · یوسفی · دوس سانتوس | ورزشگاه: تختی |

| ۱۳ مهر ۱۳۸۹ دوستانه ۴ | استقلال                             | ۵ – ۱      | آرمین قزوین | تهران                     |
| ۱۵:۳۰                 | دوس سانتوس · آشوبی · برهانی · مجیدی | ایسنا فارس | داوود محمدی | ورزشگاه: صنایع دفاع تهران |

| ۲۲ دی ۱۳۸۹ دوستانه ۵ | کاراتل اسپور | ۱ – ۱     | استقلال   | آنتالیا، ترکیه                |
|                      |              | ایسنا مهر | مجیدی ۸۷' | ورزشگاه: زمین شهرداری آنتالیا |

| ۲۵ دی ۱۳۸۹ دوستانه ۶ | استقلال  | ۱ – ۰    | جتیسو | آنتالیا، ترکیه |
| ۱۷:۳۰                | سیدصالحی | فارس مهر |       |                |

### جام ولایت
| ۲۶ تیر ۱۳۸۹ ۱ | استقلال تهران    | ۰ – ۰ | تیم ملی امید ایران | تهران                                      |
| ۱۸:۳۰         | امیرآبادی منتظری | گزارش | زینالی دغاغله      | ورزشگاه: تختی تهران داور: پیروز سیف‌الله‌پور |

| ۳۰ تیر ۱۳۸۹ ۲ | استقلال تهران | ۱ – ۰ | نفت تهران | تهران               |
| ۱۹:۴۵         | محبوب‌مجاز ۹۰' |       |           | ورزشگاه: تختی تهران |

توضیح : این بازیها با حضور شش تیم در دو گروه برگزار شد. در گروه اول تیمهای سایپا، راه‌آهن و امید پرسپولیس و در گروه دوم هم تیمهای استقلال، نفت تهران و تیم امید ایران حضور داشتند.  این مسابقات با قهرمانی تیم امید ایران به پایان رسید. استقلال که در گروه خود دوم شد به بازی رده‌بندی راه یافت ولی به دلیل نزدیک بودن هفته اول لیگ برتر بازی رده‌بندی بین استقلال و راه‌آهن برگزار نشد.

## بازی‌ها

### لیگ برتر
| ۴ مرداد ۱۳۸۹ ۱     | شهرداری تبریز                          | ۲ – ۳ | استقلال تهران                                           | تبریز                                                           |
| ۱۷:۳۰ یوتی‌سی ۴:۳۰+ | دقیقی ۴' · کریمی ۸۷' · طهماسبی · غفوری |       | برهانی ۲۸' · میداوودی ۵۵'، ۵۹' · ک. رحمتی · وحید طالب‌لو | ورزشگاه: یادگار امام تبریز تماشاگران: ۴۰٬۰۰۰ داور: هدایت ممبینی |

| ۹ مرداد ۱۳۸۹ ۲     | استقلال تهران         | ۱ – ۲ | فولاد خوزستان                                   | تهران                                                        |
| ۱۹:۴۰ یوتی‌سی ۴:۳۰+ | میداوودی ۱۰' · شیرزاد |       | نوروزی ۶۳'، ۶۸' · شاوردی · خورج · مجیری · خسروی | ورزشگاه: آزادی تهران تماشاگران: ۱۵٬۰۰۰ داور: یدالله جهانبازی |

| ۱۴ مرداد ۱۳۸۹ ۳    | ذوب‌آهن اصفهان               | ۱ – ۱ | استقلال تهران                                     | اصفهان                                                           |
| ۱۹:۲۰ یوتی‌سی ۴:۳۰+ | حسینی ۷۸' · احمدی · خلعتبری |       | مجیدی ۳۹' · میداوودی · منتظری · امیرآبادی · آشوبی | ورزشگاه: فولادشهر اصفهان تماشاگران: ۱۰٬۰۰۰ داور: خداداد افشاریان |

| ۲۳ مرداد ۱۳۸۹ ۴    | استقلال تهران                                 | ۲ – ۲ | استیل‌آذین تهران                                      | تهران                                                     |
| ۲۰:۴۵ یوتی‌سی ۴:۳۰+ | مجیدی ۸۰' · جباری ۱+۹۰' · میداوودی · ک. رحمتی |       | غلامی ۱۶'، ۸۶' · اکبرپور · کریمی · کعبی · زندی '۳+۹۰ | ورزشگاه: آزادی تهران تماشاگران: ۴۰٬۰۰۰ داور: محسن قهرمانی |

| ۲۷ مرداد ۱۳۸۹ ۵    | استقلال تهران                                                         | ۳ – ۰ | پیکان قزوین            | تهران                                                  |
| ۲۱:۴۵ یوتی‌سی ۴:۳۰+ | منتظری ۶۰' · میداوودی ۶۴' · مجیدی ۷۸' · دسوزا · عمران‌زاده · محبوب‌مجاز |       | عباسفرد جونیوز هرناندز | ورزشگاه: آزادی تهران تماشاگران: ۲۰٬۰۰۰ داور: محسن ترکی |

| ۳۱ مرداد ۱۳۸۹ ۶    | نفت تهران | ۰ – ۰ | استقلال تهران      | تهران                                                    |
| ۲۱:۳۰ یوتی‌سی ۴:۳۰+ | کوروشی    |       | شیرزاد دسوزا مبعلی | ورزشگاه: آزادی تهران تماشاگران: ۳۰٬۰۰۰ داور: محمود رفیعی |

| ۵ شهریور ۱۳۸۹ ۷    | استقلال تهران                                                                     | ۴ – ۳ | سپاهان اصفهان                                            | تهران                                                       |
| ۲۱:۱۵ یوتی‌سی ۴:۳۰+ | میداوودی ۱۷'، ۴۳' · مجیدی ۲۵' · عنایتی ۸۲' (گل‌به‌خودی) · امیرآبادی · آشوبی · صادقی |       | بیک‌زاده ۶۱' · یانوش ۷۳'، ۷۶' · حسینی · حاج‌صفی · جمشیدیان | ورزشگاه: آزادی تهران تماشاگران: ۸۵٬۰۰۰ داور: سعید مظفری‌زاده |

| ۱۹ شهریور ۱۳۸۹ ۸   | مس کرمان                        | ۱ – ۱ | استقلال تهران | کرمان                                                         |
| ۱۸:۴۸ یوتی‌سی ۴:۳۰+ | حسن‌زاده ۴۷' · منصوری · حسین‌خانی |       | منتظری ۸۶'    | ورزشگاه: شهید باهنر کرمان تماشاگران: ۱۵٬۰۰۰ داور: تورج حق‌وردی |

| ۲۶ شهریور ۱۳۸۹ ۹   | استقلال تهران                                                 | ۳ – ۲ | سایپای البرز         | تهران                                                     |
| ۱۹:۴۵ یوتی‌سی ۴:۳۰+ | صادقی ۶۰' · مجیدی ۶۹' · برهانی ۷۵' · آشوبی · مبعلی · میداوودی |       | انصاری‌فرد ۳۹'، ۲+۹۰' | ورزشگاه: آزادی تهران تماشاگران: ۲۵٬۰۰۰ داور: محسن قهرمانی |

| ۱۸ مهر ۱۳۸۹ ۱۰                                                   | صبای قم                       | ۱ – ۱ | استقلال تهران            | قم                                                              |
| ۱۶:۰۰ یوتی‌سی ۳:۳۰+                                               | حقی ۹ · منتظری ۶۳' (گل‌به‌خودی) |       | برهانی ۴' · عمران‌زاده '۸ | ورزشگاه: یادگار امام قم تماشاگران: ۱۰٬۰۰۰ داور: یدالله جهانبازی |
| یادداشت: محمد محمدی در دقیقه ۹ ضربه پنالتی داوود حقی را مهار کرد |                               |       |                          |                                                                 |

| ۲۳ مهر ۱۳۸۹ ۱۱ (دربی ۷۰) | استقلال تهران                              | ۱ – ۰ | پیروزی تهران      | تهران                                                    |
| ۱۵:۰۰ یوتی‌سی ۳:۳۰+       | مجیدی ۱+۹۰' · ک. رحمتی · منتظری · میداوودی |       | شیری بادامکی محمد | ورزشگاه: آزادی تهران تماشاگران: ۹۸٬۰۰۰ داور: مسعود مرادی |

| ۲ آبان ۱۳۸۹ ۱۲     | تراکتورسازی تبریز                         | ۱ – ۱ | استقلال تهران                                          | تبریز                                                        |
| ۱۵:۳۰ یوتی‌سی ۳:۳۰+ | کرار ۵۳' (پنالتی) · تیموریان · محسن حسینی |       | میداوودی ۲+۴۵' · صادقی · مجیدی · امیرآبادی · آشوبی '۹۰ | ورزشگاه: یادگار امام تبریز تماشاگران: ۷۰٬۰۰۰ داور: محسن ترکی |

| ۷ آبان ۱۳۸۹ ۱۳     | استقلال تهران                             | ۱ – ۰ | راه‌آهن تهران         | تهران                                                       |
| ۱۷:۴۵ یوتی‌سی ۳:۳۰+ | میداوودی ۵۷' · عمران‌زاده · مجیدی · شریفات |       | محمود آمنه رودباریان | ورزشگاه: آزادی تهران تماشاگران: ۲۰٬۰۰۰ داور: سعید مظفری‌زاده |

| ۱۳ آبان ۱۳۸۹ ۱۴    | صنعت نفت آبادان                             | ۲ – ۰ | استقلال تهران                    | آبادان                                                    |
| ۱۵:۳۰ یوتی‌سی ۳:۳۰+ | ساکی ۲۹' · پاچاجیان ۷۵' · نویدکیا · مشکل‌پور |       | روانخواه صادقی میداوودی ک. رحمتی | ورزشگاه: تختی آبادان تماشاگران: ۲۰٬۰۰۰ داور: محسن قهرمانی |

| ۲۱ آبان ۱۳۸۹ ۱۵    | استقلال تهران                           | ۲ – ۱ | شاهین بوشهر         | تهران                                                      |
| ۱۷:۳۰ یوتی‌سی ۳:۳۰+ | آشوبی ۳۵' (پنالتی) · آشوبی ۴۰' (پنالتی) |       | حیدری ۶۴' · لک چیرا | ورزشگاه: آزادی تهران تماشاگران: ۴۰٬۰۰۰ داور: سعید بخشی‌زاده |

| ۷ آذر ۱۳۸۹ ۱۶      | ملوان انزلی            | ۰ – ۱ | استقلال تهران         | انزلی                                                       |
| ۱۵:۰۰ یوتی‌سی ۳:۳۰+ | محمد همرنگ · رستمی '۸۲ |       | عمران‌زاده ۴۲' · دسوزا | ورزشگاه: تختی انزلی تماشاگران: ۱۰٬۰۰۰ داور: خداداد افشاریان |

| ۱۲ آذر ۱۳۸۹ ۱۷     | استقلال تهران                                            | ۳ – ۲ | پاس همدان                                  | تهران                                                        |
| ۱۵:۰۰ یوتی‌سی ۳:۳۰+ | شریفات ۳۷' · برهانی ۴۵+۲'، ۸۱' · جباری · مجیدی · عابدینی |       | حمید کاظمی ۳۸' · شاه‌علی‌دوست ۸۹' · َعلی‌آبادی | ورزشگاه: آزادی تهران تماشاگران: ۱۵٬۰۰۰ داور: یدالله جهانبازی |

| ۲۰ آذر ۱۳۸۹ ۱۸     | استقلال تهران | ۰ – ۰ | شهرداری تبریز                  | تهران                                                   |
| ۱۵:۰۰ یوتی‌سی ۳:۳۰+ | مبعلی '۴۰     |       | طهماسبی · گودرزی · پیرزاده '۴۳ | ورزشگاه: آزادی تهران تماشاگران: ۵٬۰۰۰ داور: محمود رفیعی |

| ۲۸ آذر ۱۳۸۹ ۱۹                                   | فولاد خوزستان                                                                  | ۴ – ۱ | استقلال تهران                                               | اهواز                                                   |
| ۱۶:۱۵ یوتی‌سی ۳:۳۰+                               | سرلک ۱۶' (پنالتی) · اقشین ۳۲' · نوروزی ۳۵' · حمودی ۳۸' · خورج · چمن‌آرا · مجیری |       | آشوبی ۶۳' (پنالتی) · صادقی · شریفات · عمران‌زاده · جباری '۸۹ | ورزشگاه: تختی اهواز تماشاگران: ۱۵٬۰۰۰ داور: مسعود مرادی |
| یادداشت: مجتبی جباری از روی نیمکت ذخیره اخراج شد |                                                                                |       |                                                             |                                                         |

| ۲ دی ۱۳۸۹ ۲۰       | استقلال تهران      | ۱ – ۲ | ذوب‌آهن اصفهان                                                        | تهران                                                  |
| ۱۶:۱۵ یوتی‌سی ۳:۳۰+ | برهانی ۲۰' · دسوزا |       | رافخایی ۶۳' · خلعتبری ۸۴' (پنالتی) · حدادی‌فر · قاضی · احمدی · فرهادی | ورزشگاه: آزادی تهران تماشاگران: ۲۵٬۰۰۰ داور: محسن ترکی |

| ۱۷ بهمن ۱۳۸۹ ۲۱    | استیل‌آذین تهران                        | ۱ – ۳ | استقلال تهران                                      | تهران                                                   |
| ۱۵:۴۵ یوتی‌سی ۳:۳۰+ | زندی ۲۴' · برجلو · اشجاری · ایمانی '۶۰ |       | مجیدی ۵'، ۳۳' · سیدصالحی ۷۳' · امیرآبادی · عابدینی | ورزشگاه: آزادی تهران تماشاگران: ۳٬۰۰۰ داور: تورج حق‌وردی |

| ۲۴ بهمن ۱۳۸۹ ۲۲    | پیکان قزوین                                             | ۱ – ۳ | استقلال تهران                                             | قزوین                                                    |
| ۱۴:۴۵ یوتی‌سی ۳:۳۰+ | عسگری ۷۶' (پنالتی) · میربزرگی · زولتان هارسانی · قربانی |       | آشوبی ۱۳' (پنالتی) · سیدصالحی ۲۰' · عمران‌زاده ۸۰' · صادقی | ورزشگاه: رجائی قزوین تماشاگران: ۵٬۰۰۰ داور: محسن قهرمانی |

| ۲۹ بهمن ۱۳۸۹ ۲۳    | استقلال تهران                  | ۳ – ۱ | نفت تهران         | تهران                                                       |
| ۱۷:۱۵ یوتی‌سی ۳:۳۰+ | سیدصالحی ۲۱'، ۷۴' · برهانی ۸۸' |       | فریرا ۳۷' · ناصحی | ورزشگاه: آزادی تهران تماشاگران: ۲۰٬۰۰۰ داور: سعید مظفری‌زاده |

| ۵ اسفند ۱۳۸۹ ۲۴    | سپاهان اصفهان                          | ۱ – ۱ | استقلال تهران                                 | اصفهان                                                        |
| ۱۶:۱۵ یوتی‌سی ۳:۳۰+ | جمشیدیان ۳۷' · حیدری · جانوآریو · توره |       | سیدصالحی ۱+۹۰' · ک. رحمتی · عمران‌زاده · مجیدی | ورزشگاه: فولادشهر اصفهان تماشاگران: ۲۰٬۰۰۰ داور: هدایت ممبینی |

| ۱۴ اسفند ۱۳۸۹ ۲۵   | استقلال تهران | ۰ – ۰ | مس کرمان | تهران                                                    |
| ۱۷:۳۰ یوتی‌سی ۳:۳۰+ | صادقی         |       | پولادی   | ورزشگاه: آزادی تهران تماشاگران: ۵٬۰۰۰ داور: علیرضا فغانی |

| ۱۹ اسفند ۱۳۸۹ ۲۶   | سایپای البرز             | ۰ – ۰ | استقلال تهران | تهران                                                       |
| ۱۷:۳۰ یوتی‌سی ۳:۳۰+ | یوسف‌زاده محمودی غلام‌نژاد |       | سیدصالحی      | ورزشگاه: آزادی تهران تماشاگران: ۵٬۰۰۰ داور: یدالله جهانبازی |

| ۲۹ اسفند ۱۳۸۹ ۲۷   | استقلال تهران                   | ۲ – ۰ | صبای قم      | تهران                                                   |
| ۱۷:۴۰ یوتی‌سی ۳:۳۰+ | برهانی ۵۸'، ۷۹' · صادقی · آشوبی |       | واعظی فرزانه | ورزشگاه: آزادی تهران تماشاگران: ۵٬۰۰۰ داور: محمود رفیعی |

| ۱۰ فروردین ۱۳۹۰ ۲۸ (دربی ۷۱)                               | پیروزی تهران | ۰ – ۱ | استقلال تهران                  | تهران                                                  |
| ۱۷:۰۵ یوتی‌سی ۴:۳۰+                                         | بادامکی      |       | برهانی ۴۳' · صادقی · امیرآبادی | ورزشگاه: آزادی تهران تماشاگران: ۶۵٬۰۰۰ داور: محسن ترکی |
| یادداشت: بهتاش فریبا کمک مربی استقلال در دقیقه ۸۷ اخراج شد |              |       |                                |                                                        |

| ۲۱ فروردین ۱۳۹۰ ۲۹ | استقلال تهران                                  | ۱ – ۲ | تراکتورسازی تبریز                     | تهران                                                    |
| ۱۹:۰۰ یوتی‌سی ۴:۳۰+ | سیدصالحی ۳۴' · مبعلی · ک. رحمتی · شریفات '۳+۹۰ |       | نصرتی ۷' · کرار ۸۵' · کیانی · علیزاده | ورزشگاه: آزادی تهران تماشاگران: ۴۵٬۰۰۰ داور: تورج حق‌وردی |

| ۲۵ فروردین ۱۳۹۰ ۳۰                                                    | راه‌آهن تهران | ۰ – ۱ | استقلال تهران             | تهران                                                    |
| ۱۹:۰۰ یوتی‌سی ۴:۳۰+                                                    | پاشایی       |       | هوار ۴۷' · آشوبی · منتظری | ورزشگاه: آزادی تهران تماشاگران: ۸٬۰۰۰ داور: محسن قهرمانی |
| یادداشت: یورگن گده کمک مربی استقلال در دقیقه ۹۰ از روی نیمکت اخراج شد |              |       |                           |                                                          |

| ۳ اردیبهشت ۱۳۹۰ ۳۱ | استقلال تهران                                                                | ۶ – ۲ | صنعت نفت آبادان                 | تهران                                                 |
| ۱۸:۱۰ یوتی‌سی ۴:۳۰+ | سیدصالحی ۲۱'، ۶۸' · جباری ۲۹' · شکوری ۵۴' · مجیدی ۶۵' · برهانی ۱+۹۰' · آشوبی |       | پاچاجیان ۸' · عرب ۸۱' · میرطرقی | ورزشگاه: آزادی تهران تماشاگران: ۵٬۰۰۰ داور: محسن ترکی |

| ۸ اردیبهشت ۱۳۹۰ ۳۲ | شاهین بوشهر            | ۰ – ۰ | استقلال تهران              | بوشهر                                                     |
| ۱۸:۰۰ یوتی‌سی ۴:۳۰+ | ایوان پتروویچ عماد رضا |       | سیدصالحی محمدی صادقی شکوری | ورزشگاه: بهشتی بوشهر تماشاگران: ۲۰٬۰۰۰ داور: هدایت ممبینی |

| ۲۵ اردیبهشت ۱۳۹۰ ۳۳ | استقلال تهران                             | ۲ – ۰ | ملوان انزلی | تهران                                                   |
| ۱۸:۰۰ یوتی‌سی ۴:۳۰+  | برهانی ۳۵' · هوار ۶۲' · مجیدی · عمران‌زاده |       | هادی تامینی | ورزشگاه: آزادی تهران تماشاگران: ۲٬۰۰۰ داور: محمود رفیعی |

| ۳۰ اردیبهشت ۱۳۹۰ ۳۴ | پاس همدان | ۰ – ۲ | استقلال تهران                      | همدان                                                           |
| ۱۸:۰۰ یوتی‌سی ۴:۳۰+  |           |       | امیرآبادی · برهانی ۳۶' · مجیدی ۸۱' | ورزشگاه: شهید مفتح همدان تماشاگران: ۱۵٬۰۰۰ داور: سعید مظفری‌زاده |

#### جایگاه در جدول
| رتبه | تیم         | بازی | برد | مساوی | باخت | گل زده | گل خورده | گل تفاضل | امتیاز | صعود یا سقوط                               |
| ---- | ----------- | ---- | --- | ----- | ---- | ------ | -------- | -------- | ------ | ------------------------------------------ |
| ۱    | سپاهان      | ۳۴   | ۱۸  | ۱۲    | ۴    | ۵۶     | ۲۹       | ۲۷+      | ۶۶     | صعود به مرحله گروهی لیگ قهرمانان آسیا ۲۰۱۲ |
| ۲    | استقلال     | ۳۴   | ۱۸  | ۱۱    | ۵    | ۵۵     | ۳۴       | ۲۱+      | ۶۵     | صعود به مرحله گروهی لیگ قهرمانان آسیا ۲۰۱۲ |
| ۳    | ذوب‌آهن      | ۳۴   | ۱۸  | ۹     | ۷    | ۴۹     | ۳۱       | ۱۸+      | ۶۳     | صعود به مرحله گروهی لیگ قهرمانان آسیا ۲۰۱۲ |
| ۴    | پرسپولیس    | ۳۴   | ۱۷  | ۷     | ۱۰   | ۵۰     | ۳۶       | ۱۴+      | ۵۸     | صعود به مرحله گروهی لیگ قهرمانان آسیا ۲۰۱۲ |
| ۵    | تراکتورسازی | ۳۴   | ۱۵  | ۱۲    | ۷    | ۴۲     | ۲۹       | ۱۳+      | ۵۷     |                                            |

#### دست‌آوردها در خانه و بیرون
| مجموع | مجموع  | مجموع | مجموع | مجموع | مجموع | مجموع | مجموع | خانه | خانه | خانه | خانه | خانه | خانه | مهمان | مهمان | مهمان | مهمان | مهمان | مهمان |
| بازی  | امتیاز | پ     | ت     | ش     | گ‌ز    | گ‌خ    | ت‌گ    | پ    | ت    | ش    | گ‌ز   | گ‌خ   | ت‌گ   | پ     | ت     | ش     | گ‌ز    | گ‌خ    | ت‌گ    |
| ----- | ------ | ----- | ----- | ----- | ----- | ----- | ----- | ---- | ---- | ---- | ---- | ---- | ---- | ----- | ----- | ----- | ----- | ----- | ----- |
| ۳۴    | ۶۵     | ۱۸    | ۱۱    | ۵     | ۵۵    | ۳۴    | ۲۱+   | ۱۱   | ۳    | ۳    | ۳۵   | ۱۹   | ۱۶+  | ۷     | ۸     | ۲     | ۲۰    | ۱۵    | ۵+    |

آخرین بروزرسانی: پایان فصل

منبع: IPLstats Home
IPLstats Away

پ = پیروزی؛ ت = تساوی؛ ش = شکست؛ گ‌ز = گل زده؛ گ‌خ = گل خورده؛ ت‌گ = تفاضل گل

|                   | بازی | برد | مساوی | باخت | زده | خورده | تفاضل | امتیاز |
| ----------------- | ---- | --- | ----- | ---- | --- | ----- | ----- | ------ |
| در ورزشگاه آزادی  | ۲۲   | ۱۴  | ۵     | ۳    | ۴۰  | ۲۰    | ۲۰+   | ۴۷     |
| در دیگر ورزشگاه‌ها | ۱۲   | ۴   | ۶     | ۲    | ۱۵  | ۱۴    | ۱+    | ۱۸     |

#### روند هفته به هفته
| هفته  | ۱ | ۲ | ۳ | ۴  | ۵ | ۶ | ۷ | ۸ | ۹ | ۱۰ | ۱۱ | ۱۲ | ۱۳ | ۱۴ | ۱۵ | ۱۶ | ۱۷ | ۱۸ | ۱۹ | ۲۰ | ۲۱ | ۲۲ | ۲۳ | ۲۴ | ۲۵ | ۲۶ | ۲۷ | ۲۸ | ۲۹ | ۳۰ | ۳۱ | ۳۲ | ۳۳ | ۳۴ |
| ----- | - | - | - | -- | - | - | - | - | - | -- | -- | -- | -- | -- | -- | -- | -- | -- | -- | -- | -- | -- | -- | -- | -- | -- | -- | -- | -- | -- | -- | -- | -- | -- |
| زمین  | م | خ | م | خ  | خ | م | خ | م | م | م  | خ  | م  | خ  | م  | خ  | م  | خ  | خ  | م  | خ  | م  | م  | خ  | م  | خ  | خ  | خ  | م  | خ  | م  | خ  | م  | خ  | م  |
| نتیجه | پ | ش | ت | ت  | پ | ت | پ | ت | پ | ت  | پ  | ت  | پ  | ش  | پ  | پ  | پ  | ت  | ش  | ش  | پ  | پ  | پ  | ت  | ت  | ت  | پ  | پ  | ش  | پ  | پ  | ت  | پ  | پ  |
| وضعیت | ۱ | ۶ | ۹ | ۱۰ | ۶ | ۶ | ۳ | ۳ | ۳ | ۳  | ۲  | ۲  | ۲  | ۴  | ۳  | ۲  | ۲  | ۲  | ۲  | ۵  | ۲  | ۲  | ۲  | ۲  | ۳  | ۳  | ۳  | ۳  | ۳  | ۳  | ۲  | ۲  | ۲  | ۲  |

آخرین بروزرسانی: پایان فصل.
منبع: وب‌گاه رسمی باشگاه استقلال تهران

زمین: م = مهمان، خ = خانه. نتیجه: ت = تساوی، ش = شکست، پ = پیروزی.

### جام حذفی
| ۲۷ مهر ۱۳۸۹ 1/16 | پاس همدان                        | ۱ – ۴ | استقلال تهران                                                  | همدان                                                        |
| ۱۵:۰۰            | منتظری ۴۶' (گل‌به‌خودی) · سیف‌پناهی |       | جباری ۱۵' (پنالتی)، ۲+۹۰' · عمران‌زاده ۷۰' · منتظری ۸۷' · آشوبی | ورزشگاه: شهید مفتح همدان تماشاگران: ۶٬۰۰۰ داور: هدایت ممبینی |

| ۲۹ آبان ۱۳۸۹ 1/8 | استقلال تهران              | ۱ – ۰ (وقت اضافه) | شاهین بوشهر | تهران                                                    |
| ۱۶:۱۵            | عمران‌زاده ۱۱۳' · امیرآبادی |                   | نوری        | ورزشگاه: آزادی تهران تماشاگران: ۱۵٬۰۰۰ داور: مسعود مرادی |

| ۱۱ بهمن ۱۳۸۹ 1/4 | استقلال تهران                      | ۲ – ۰ | شهرداری یاسوج | تهران                                                   |
| ۱۴:۴۵            | شریفات ۲۰' · صادقی ۶۵' · سید صالحی |       |               | ورزشگاه: تختی تهران تماشاگران: ۲٬۰۰۰ داور: علیرضا فغانی |

### لیگ قهرمانان آسیا
| ۱۰ اسفند ۱۳۸۹ ۱ | استقلال ایران                                                          | ۱ – ۱ | السد قطر                         | تهران، ایران                                                     |
| ۱۷:۳۰           | عمران‌زاده '۸ · مجیدی ۲۶', '۷۵ · مبعلی '۲۹ · امیرآبادی '۴۹ · برهانی '۷۴ | گزارش | البلوشی '۱۸ · رزق '۲۷ · کیتا ۸۷' | ورزشگاه: ورزشگاه آزادی تهران تماشاگران: ۱۵٬۰۰۰ داور: کیم دونگ‌جین |

| ۲۴ اسفند ۱۳۸۹ ۲ | النصر عربستان                                                         | ۲ – ۱ | استقلال ایران     | ریاض، عربستان                                                    |
| ۲۱:۰۰           | فیگوئرا '۳۴ · عبدالغنی ۶۰' · هوساوی '۶۸ · الحارثی '۸۱, ۸۱' · عباس '۸۴ | گزارش | عمران‌زاده ۲۱' '۳۵ | ورزشگاه: ورزشگاه ملک فهد تماشاگران: ۱۲٬۸۷۸ داور: عبدالله الهلالی |

| ۱۷ فروردین ۱۳۹۰ ۳ | استقلال ایران                                                      | ۴ – ۲ | پاختاکور ازبکستان                            | تهران، ایران                                                          |
| ۱۷:۳۰             | شکوری '۵ · هوار ۱۲' · مجیدی ۲۳' · سیدصالحی '۵۷, ۵۷' · برهانی ۳+۹۰' | گزارش | ساویچ ۴' · یواریف '۱۱ · تیمور '۷۸ · شیخف ۹۰' | ورزشگاه: ورزشگاه آزادی تهران تماشاگران: ۱۷٬۶۵۴ داور: علی حمد البدواوی |

| ۳۰ فروردین ۱۳۹۰ ۴ | پاختاکور ازبکستان                         | ۲ – ۱ | استقلال ایران                                   | تاشکند، ازبکستان                                                      |
| ۱۷:۳۰             | کریمتس '۱۴, ۸۸' · آندریف ۲۸' · سویانف '۶۸ | گزارش | برهانی ۱+۴۵' · عمران‌زاده '۶۵ '۸۶ · برهانی '۷۱ · | ورزشگاه: ورزشگاه مرکزی پخته‌کار تماشاگران: ۷٬۰۰۰ داور: یوییچی نیشیمورا |

| ۱۳ اردیبهشت ۱۳۹۰ ۵ | السد قطر                                   | ۲ – ۲ | استقلال ایران                           | دوحه، قطر                                                      |
| ۱۹:۵۰              | ابراهیم ۵۵' · الهیدوس ۷۶' · لی جونگ-سو '۸۸ | گزارش | مجیدی ۶'، ۳۷' · هوار '۱۰ · ک. رحمتی '۸۰ | ورزشگاه: ورزشگاه جاسم بن حمد تماشاگران: ۵٬۰۶۰ داور: بن ویلیامز |

| ۲۱ اردیبهشت ۱۳۹۰ ۶ | استقلال ایران                     | ۲ – ۱ | النصر عربستان                                       | تهران، ایران                                                     |
| ۱۶:۰۰              | برهانی '۳۰ · مجیدی ۶۲' · هوار ۸۹' | گزارش | البیشی '۴۵ · برناوی '۵۵ · المطوع ۶۰' · العنزی '۹۰+۴ | ورزشگاه: ورزشگاه آزادی تهران تماشاگران: ۸۵٬۴۲۲ داور: ماساکی توما |

#### جدول گروه B و نتایج گروه
| تیم      | بازی | برد | تساوی | باخت | گل‌زده | گل‌خورده | تفاضل‌گل | امتیاز |
| -------- | ---- | --- | ----- | ---- | ----- | ------- | ------- | ------ |
| السد     | ۶    | ۲   | ۴     | ۰    | ۸     | ۶       | ۲+      | ۱۰     |
| النصر    | ۶    | ۲   | ۲     | ۲    | ۱۰    | ۷       | ۳+      | ۸      |
| استقلال  | ۶    | ۲   | ۲     | ۲    | ۱۱    | ۱۰      | ۱+      | ۸      |
| پاختاکور | ۶    | ۱   | ۲     | ۳    | ۸     | ۱۴      | ۶−      | ۵      |

|          | السد | النصر | استقلال | پاختاکور |
| -------- | ---- | ----- | ------- | -------- |
| السد     | —    | ۰-۱   | ۲–۲     | ۱-۲      |
| النصر    | ۱–۱  | —     | ۱-۲     | ۰-۴      |
| استقلال  | ۱-۱  | ۲-۱   | —       | ۴–۲      |
| پاختاکور | ۱-۱  | ۲-۲   | ۲–۱     | —        |

## آمار

### عملکرد کلی تیم در فصل
منبع: رقابت‌ها

### نمایش بازیکنان
| شماره | پُست       | بازیکنان             | لیگ برتر | لیگ برتر | لیگ برتر | جام حذفی | جام حذفی | جام حذفی | لیگ قهرمانان | لیگ قهرمانان | لیگ قهرمانان | مجموع   | مجموع | مجموع    | اخراج                | اخراج            |
| شماره | پُست       | بازیکنان             | بازی     | زمان     | کارت زرد | بازی     | زمان     | کارت زرد | بازی         | زمان         | کارت زرد     | بازی    | زمان  | کارت زرد | کارت زرد دوم و اخراج | کارت قرمز مستقیم |
| ----- | --------- | -------------------- | -------- | -------- | -------- | -------- | -------- | -------- | ------------ | ------------ | ------------ | ------- | ----- | -------- | -------------------- | ---------------- |
| ۳۳    | مدافع     | پژمان منتظری         | ۳۲       | ۲۸۸۰     | ۳        | ۴        | ۳۹۰      | ۰        | ۶            | ۵۴۰          | ۰            | ۴۲ (۴۲) | ۳۸۱۰  | ۳        | ۰                    | ۰                |
| ۱۷    | هافبک     | فرزاد آشوبی          | ۲۹       | ۲۴۲۳     | ۸        | ۴        | ۳۹۰      | ۲        | ۵            | ۳۰۸          | ۰            | ۳۸ (۳۳) | ۳۱۲۱  | ۱۰       | ۱                    | ۰                |
| ۳۲    | هافبک     | ایمان مبعلی ۱        | ۳۰       | ۲۰۶۵     | ۳        | ۲        | ۱۱۱      | ۰        | ۴            | ۳۰۱          | ۱            | ۳۶ (۲۸) | ۲۴۷۷  | ۴        | ۱                    | ۰                |
| ۲     | مدافع     | امیرحسین صادقی       | ۲۵       | ۲۱۴۵     | ۱۰       | ۴        | ۳۹۰      | ۱        | ۶            | ۵۴۰          | ۰            | ۳۵ (۳۴) | ۳۰۷۵  | ۱۱       | ۰                    | ۰                |
| ۷     | مهاجم     | فرهاد مجیدی          | ۲۶       | ۲۰۴۳     | ۵        | ۲        | ۹۸       | ۱        | ۶            | ۴۷۹          | ۱            | ۳۴ (۳۰) | ۲۶۲۰  | ۷        | ۰                    | ۰                |
| ۱۴    | هافبک     | کیانوش رحمتی         | ۲۶       | ۱۷۴۴     | ۶        | ۳        | ۲۲۳      | ۰        | ۵            | ۴۵۰          | ۱            | ۳۴ (۲۶) | ۲۴۱۷  | ۷        | ۰                    | ۰                |
| ۳     | مدافع     | مهدی امیرآبادی       | ۲۶       | ۱۹۵۵     | ۶        | ۳        | ۳۰۰      | ۲        | ۴            | ۲۳۳          | ۱            | ۳۳ (۲۷) | ۲۴۸۸  | ۸        | ۰                    | ۰                |
| ۴     | مدافع     | حنیف عمران‌زاده       | ۲۷       | ۲۲۳۵     | ۶        | ۳        | ۲۲۴      | ۱        | ۳            | ۲۶۶          | ۴            | ۳۳ (۳۱) | ۲۷۲۵  | ۱۱       | ۱                    | ۱                |
| ۹     | مهاجم     | آرش برهانی           | ۲۳       | ۱۷۸۷     | ۱        | ۳        | ۲۲۶      | ۰        | ۵            | ۳۲۹          | ۳            | ۳۱ (۲۷) | ۲۳۴۲  | ۴        | ۰                    | ۰                |
| ۳۷    | مهاجم     | اسماعیل شریفات       | ۲۰       | ۱۲۰۶     | ۲        | ۴        | ۲۴۱      | ۱        | ۵            | ۵۳           | ۰            | ۲۹ (۱۵) | ۱۵۰۰  | ۳        | ۰                    | ۱                |
| ۳۱    | مدافع     | جواد شیرزاد          | ۲۰       | ۱۴۵۲     | ۲        | ۲        | ۱۸       | ۰        | ۵            | ۴۵۰          | ۰            | ۲۷ (۲۴) | ۱۹۲۰  | ۲        | ۰                    | ۰                |
| ۸     | هافبک     | مجتبی جباری          | ۱۹       | ۱۳۹۱     | ۱        | ۲        | ۱۸۰      | ۰        | ۵            | ۲۸۳          | ۰            | ۲۶ (۲۳) | ۱۸۵۴  | ۱        | ۰                    | ۱                |
| ۲۰    | هافبک     | فلیپ آلوز دسوزا      | ۲۰       | ۱۲۱۱     | ۴        | ۳        | ۲۱۵      | ۰        | ۲            | ۱۵۳          | ۰            | ۲۵ (۱۸) | ۱۵۷۹  | ۴        | ۰                    | ۰                |
| ۱     | دروازه‌بان | وحید طالب‌لو          | ۲۰       | ۱۷۲۸     | ۱        | ۲        | ۱۸۰      | ۰        | ۲            | ۱۸۰          | ۰            | ۲۴ (۲۳) | ۲۰۸۸  | ۱        | ۰                    | ۰                |
| ۲۲    | دروازه‌بان | محمد محمدی           | ۱۵       | ۱۳۳۲     | ۱        | ۲        | ۲۱۰      | ۰        | ۴            | ۳۶۰          | ۰            | ۲۱ (۲۱) | ۱۹۰۲  | ۱        | ۰                    | ۰                |
| ۶     | مدافع     | هادی شکوری           | ۱۶       | ۸۱۱      | ۱        | ۱        | ۶۷       | ۰        | ۴            | ۱۹۵          | ۱            | ۲۱ (۱۲) | ۱۰۷۳  | ۲        | ۰                    | ۰                |
| ۱۶    | مدافع     | آندره لوئیز اولیویرا | ۱۶       | ۱۰۹۸     | ۰        | ۲        | ۲۰۲      | ۰        | ۱            | ۷۰           | ۰            | ۱۹ (۱۶) | ۱۳۷۰  | ۰        | ۰                    | ۰                |
| ۱۲    | مهاجم     | مهدی سیدصالحی        | ۱۲       | ۸۹۲      | ۳        | ۱        | ۹۰       | ۱        | ۶            | ۲۹۰          | ۱            | ۱۹ (۱۳) | ۱۲۷۲  | ۵        | ۰                    | ۰                |
| ۱۱    | هافبک     | هوار ملامحمد ۲       | ۱۰       | ۶۷۷      | ۰        | ۱        | ۷۶       | ۱        | ۶            | ۴۵۹          | ۱            | ۱۷ (۱۴) | ۱۲۱۲  | ۲        | ۰                    | ۰                |
| ۱۰    | مهاجم     | میلاد میداوودی       | ۱۴       | ۱۱۹۲     | ۶        | ۲        | ۲۰۸      | ۰        | ۰            | ۰            | ۰            | ۱۶ (۱۵) | ۱۴۰۰  | ۶        | ۰                    | ۰                |
| ۱۳    | هافبک     | محسن یوسفی           | ۷        | ۳۹۲      | ۰        | ۲        | ۱۷       | ۰        | ۰            | ۰            | ۰            | ۹ (۴)   | ۴۰۹   | ۰        | ۰                    | ۰                |
| ۲۳    | هافبک     | امیدرضا روانخواه     | ۷        | ۲۲۱      | ۱        | ۲        | ۶۴       | ۰        | ۰            | ۰            | ۰            | ۹ (۳)   | ۲۸۵   | ۱        | ۰                    | ۰                |
| ۵     | مدافع     | بیژن کوشکی           | ۸        | ۲۵۲      | ۰        | ۰        | ۰        | ۰        | ۰            | ۰            | ۰            | ۸ (۳)   | ۲۵۲   | ۰        | ۰                    | ۰                |
| ۲۶    | مدافع     | فردین عابدینی        | ۷        | ۲۱۳      | ۲        | ۱        | ۶        | ۰        | ۰            | ۰            | ۰            | ۸ (۲)   | ۲۱۹   | ۲        | ۰                    | ۰                |
| ۱۱    | مهاجم     | آندرسون دوس سانتوس   | ۷        | ۱۱۹      | ۰        | ۰        | ۰        | ۰        | ۰            | ۰            | ۰            | ۷ (۰)   | ۱۱۹   | ۰        | ۰                    | ۰                |
| ۲۵    | مهاجم     | مجتبی محبوب‌مجاز      | ۳        | ۵۰       | ۱        | ۲        | ۱۸۰      | ۰        | ۰            | ۰            | ۰            | ۵ (۰)   | ۲۳۰   | ۱        | ۰                    | ۰                |
| ۱۸    | هافبک     | مهرشاد مومنی         | ۲        | ۱۱       | ۰        | ۱        | ۲        | ۰        | ۰            | ۰            | ۰            | ۳ (۰)   | ۱۳    | ۰        | ۰                    | ۰                |
| ؟     | هافبک     | یعقوب کریمی          | ۱        | ۱        | ۰        | ۰        | ۰        | ۰        | ۰            | ۰            | ۰            | ۱ (۰)   | ۱     | ۰        | ۰                    | ۰                |

اعداد آبی رنگ : تعداد حضور در ترکیب اصلی استقلال
۱. ایمان مبعلی در بازیهای لیگ قهرمانان آسیا پیراهن شماره ۱۱ را بر تن میکرد.

۲. هوار ملا محمد در بازیهای لیگ قهرمانان آسیا پیراهن شماره ۳۲ را به تن میکرد.

### گلزن‌ها
| رده        | پُست        | نام            | لیگ برتر | جام حذفی | لیگ قهرمانان | کل |
| ---------- | ---------- | -------------- | -------- | -------- | ------------ | -- |
| ۱          | مهاجم      | فرهاد مجیدی    | ۱۰       | ۱        | ۵            | ۱۶ |
| ۲          | مهاجم      | آرش برهانی     | ۱۳       | ۰        | ۲            | ۱۵ |
| ۳          | مهاجم      | مهدی سیدصالحی  | ۸        | ۰        | ۱            | ۹  |
| ۴          | مهاجم      | میلاد میداوودی | ۸        | ۰        | ۰            | ۸  |
| ۵          | مدافع      | حنیف عمران‌زاده | ۲        | ۲        | ۱            | ۵  |
| ۶          | هافبک      | فرزاد آشوبی    | ۴ (۴)    | ۰        | ۰            | ۴  |
| ۶          | هافبک      | هوار ملامحمد   | ۲        | ۰        | ۲            | ۴  |
| ۶          | هافبک      | مجتبی جباری    | ۲        | ۲ (۱)    | ۰            | ۴  |
| ۷          | مدافع      | پژمان منتظری   | ۲        | ۱        | ۰            | ۳  |
| ۸          | مدافع      | امیرحسین صادقی | ۱        | ۱        | ۰            | ۲  |
| ۸          | مهاجم      | اسماعیل شریفات | ۱        | ۱        | ۰            | ۲  |
| ۹          | مدافع      | هادی شکوری     | ۱        | ۰        | ۰            | ۱  |
| گل به خودی | گل به خودی | گل به خودی     | ۱        | ۰        | ۰            | ۱  |
| کل         | کل         | کل             | ۵۵       | ۸        | ۱۱           | ۷۴ |

اعداد آبی رنگ : تعداد گلهای زده شده از نقطه پنالتی
** گل به خودی بازیکنان حریف :
۱- غلامرضا عنایتی بازیکن سپاهات اصفهان در بازی هفته هفتم لیگ برتر

### پاس گل
| رتبه | پُست   | بازیکنان             | لیگ برتر | جام حذفی | لیگ قهرمانان | جمع | گرفتن پنالتی |
| ---- | ----- | -------------------- | -------- | -------- | ------------ | --- | ------------ |
| ۱    | هافبک | ایمان مبعلی          | ۸        | ۱        | ۲            | ۱۱  | ۰            |
| ۲    | مهاجم | فرهاد مجیدی          | ۷        | ۰        | ۱            | ۸   | ۱            |
| ۳    | مدافع | جواد شیرزاد          | ۱        | ۲        | ۳            | ۶   | ۰            |
| ۴    | هافبک | فلیپ آلوز دسوزا      | ۵        | ۰        | ۰            | ۵   | ۰            |
| ۴    | هافبک | هوار ملامحمد         | ۳        | ۰        | ۲            | ۵   | ۰            |
| ۵    | هافبک | مجتبی جباری          | ۴        | ۰        | ۰            | ۴   | ۰            |
| ۵    | مدافع | آندره لوئیز اولیویرا | ۳        | ۰        | ۱            | ۴   | ۰            |
| ۶    | مدافع | مهدی امیرآبادی       | ۳        | ۰        | ۰            | ۳   | ۰            |
| ۷    | مهاجم | آرش برهانی           | ۲        | ۰        | ۰            | ۲   | ۰            |
| ۷    | مهاجم | میلاد میداوودی       | ۲        | ۰        | ۰            | ۲   | ۰            |
| ۸    | مدافع | امیرحسین صادقی       | ۱        | ۰        | ۰            | ۱   | ۰            |
| ۸    | هافبک | کیانوش رحمتی         | ۱        | ۰        | ۰            | ۱   | ۰            |
| ۸    | مدافع | حنیف عمران‌زاده       | ۱        | ۰        | ۰            | ۱   | ۰            |
| ۸    | مهاجم | آندرسون دوس سانتوس   | ۱        | ۰        | ۰            | ۱   | ۰            |
| ۸    | هافبک | فرزاد آشوبی          | ۰        | ۱        | ۰            | ۱   | ۰            |
| ۹    | مهاجم | اسماعیل شریفات       | ۰        | ۰        | ۰            | ۰   | ۲            |
| ۱۰   | هافبک | امیدرضا روانخواه     | ۰        | ۰        | ۰            | ۰   | ۱            |
| جمع  | جمع   | جمع                  | ۴۲       | ۴        | ۹            | ۵۵  | ۴            |

- هر پنج ضربه پنالتی اعلام شده در این فصل تبدیل به گل شده‌است.
- چهار پنالتی به خاطر خطا بر روی بازیکنان استقلال و یک پنالتی نیز به خاطر خطای هند حریفان اعلام شده است.

### گلهای لیگ برتر بر حسب شش بازه زمانی
| بازه زمانی     | گل زده | بازه زمانی     | گل خورده |
| -------------- | ------ | -------------- | -------- |
| ۱۵ دقیقه اول   | ۴      | ۱۵ دقیقه اول   | ۳        |
| ۱۵ دقیقه دوم   | ۸      | ۱۵ دقیقه دوم   | ۴        |
| ۱۵ دقیقه سوم   | ۱۱     | ۱۵ دقیقه سوم   | ۷        |
| اضافی نیمه اول | ۲      | اضافی نیمه اول | ۰        |
| جمع نیمه اول   | ۲۵     | جمع نیمه اول   | ۱۴       |
| ۱۵ دقیقه چهارم | ۸      | ۱۵ دقیقه چهارم | ۲        |
| ۱۵ دقیقه پنجم  | ۹      | ۱۵ دقیقه پنجم  | ۹        |
| ۱۵ دقیقه ششم   | ۹      | ۱۵ دقیقه ششم   | ۸        |
| اضافی نیمه دوم | ۴      | اضافی نیمه دوم | ۱        |
| جمع نیمه دوم   | ۳۰     | جمع نیمه دوم   | ۲۰       |

### عملکرد دروازه‌بانها
|       |             | لیگ برتر | لیگ برتر | لیگ برتر | جام حذفی | جام حذفی | جام حذفی | لیگ قهرمانان | لیگ قهرمانان | لیگ قهرمانان | مجموع | مجموع   | مجموع |
| رتبه  | نام         | بازی     | گل‌خورده  | ک‌ش       | بازی     | گل‌خورده  | ک‌ش       | بازی         | گل‌خورده      | ک‌ش           | بازی  | گل‌خورده | ک‌ش    |
| ----- | ----------- | -------- | -------- | -------- | -------- | -------- | -------- | ------------ | ------------ | ------------ | ----- | ------- | ----- |
| ۱     | وحید طالب‌لو | ۲۰       | ۲۲       | ۶        | ۲        | ۳        | ۰        | ۲            | ۳            | ۰            | ۲۴    | ۲۸      | ۶     |
| ۲     | محمد محمدی  | ۱۵       | ۱۲       | ۸        | ۲        | ۰        | ۲        | ۴            | ۷            | ۰            | ۲۱    | ۲۱      | ۱۰    |
| مجموع | مجموع       | ۳۵       | ۳۴       | ۱۴       | ۴        | ۳        | ۲        | ۶            | ۱۰           | ۰            | ۴۵    | ۴۹      | ۱۶    |

### کاپیتان‌های فصل
| رده | نام            | لیگ برتر | جام حذفی | لیگ قهرمانان | جمع |
| --- | -------------- | -------- | -------- | ------------ | --- |
| ۱   | فرهاد مجیدی    | ۲۳ (۳)   | ۱        | ۶            | ۳۰  |
| ۳   | امیرحسین صادقی | ۶ (۲)    | ۲        | ۰ (۲)        | ۸   |
| ۴   | وحید طالب‌لو    | ۵ (۱)    | ۱        | ۰            | ۶   |
| ۵   | محمد محمدی     | ۰ (۱)    | ۰        | ۰            | ۰   |
| ۶   | مهدی امیرآبادی | ۰ (۱)    | ۰        | ۰            | ۰   |

* عددهای آبی رنگ : نشان دهنده دفعاتی است که آن بازیکن پس از تعویض کاپیتان اول، کاپیتان شده‌است و این کاپیتانی‌ها در ستون جمع محاسبه نشده‌است.